# Licania spicata
Licania spicata är en tvåhjärtbladig växtart som beskrevs av Joseph Dalton Hooker. Licania spicata ingår i släktet Licania och familjen Chrysobalanaceae. Inga underarter finns listade i Catalogue of Life.